# 락천역
락천역(落川驛)은 조선민주주의인민공화국 강원도 세포군에 위치한 강원선의 역이다.

## 연혁
- 1914년 8월 16일: 삼방역(三防驛)으로 영업 개시[1]
- 일자 불명: 락천역으로 역명 변경